# Athlétisme aux Jeux de l'Empire britannique et du Commonwealth de 1954
Navigation
Les épreuves d'athlétisme des Jeux de l'Empire britannique et du Commonwealth de 1954 se déroulent du 31 juillet au 7 août 1954 au Stade de l'Empire de Vancouver, au Canada.

## Faits marquants
La course du mile est remportée par l'Anglais Roger Bannister devant John Landy en 3 min 58 s 8 contre 3 min 59 s 6 pour l'Australien. Il s'agit de la première fois qu'un mile est couru en moins de 4 minutes par deux athlètes dans la même course, les deux athlètes ayant dans les mois précédents été les premiers à briser cette barrière des 4 minutes. Par la suite, ce mile prendra le surnom de The Miracle Mile (Le prodigieux mile).

## Podiums

### Hommes
| Épreuve           | Or                                                                           | Argent                                                                    | Bronze                                                                    |
| ----------------- | ---------------------------------------------------------------------------- | ------------------------------------------------------------------------- | ------------------------------------------------------------------------- |
| 100 yards         | Mike Agostini (TRI) 9 s 6 CR                                                 | Don McFarlane (CAN) 9 s 7                                                 | Hector Hogan (AUS) 9 s 7                                                  |
| 220 yards         | Don Jowett (NZL) 21 s 5                                                      | Brian Shenton (ENG) 21 s 5                                                | Ken Jones (WAL) 21 s 9                                                    |
| 440 yards         | Kevan Gosper (AUS) 47 s 2 CR                                                 | Don Jowett (NZL) 47 s 4                                                   | Terry Tobacco (CAN) 47 s 8                                                |
| 880 yards         | Derek Johnson (ENG) 1 min 50 s 7 CR                                          | Brian Hewson (ENG) 1 min 51 s 2                                           | Ian Boyd (ENG) 1 min 51 s 9                                               |
| 1 mile            | Roger Bannister (ENG) 3 min 58 s 8 CR                                        | John Landy (AUS) 3 min 59 s 6                                             | Rich Ferguson (CAN) 4 min 04 s 6                                          |
| 3 miles           | Chris Chataway (ENG) 13 min 35 s 2 CR                                        | Fred Green (ENG) 13 min 37 s 2                                            | Frank Sando (ENG) 13 min 37 s 4                                           |
| 6 miles           | Peter Driver (ENG) 29 min 09 s 4 CR                                          | Frank Sando (ENG) 29 min 10 s 0                                           | Jim Peters (ENG) 29 min 20 s 0                                            |
| Marathon          | Joe McGhee (SCO) 2 h 39 min 36 s                                             | Jack Mekler (RSA) 2 h 40 min 57 s                                         | Johannes Barnard (RSA) 2 h 51 min 50 s                                    |
| 120 yards haies   | Keith Gardner (JAM) 14 s 2 CR                                                | Chris Higham (ENG) 14 s 9                                                 | Norman Williams (CAN) 14 s 9                                              |
| 440 yards haies   | David Lean (AUS) 52 s 4 CR                                                   | Harry Kane (ENG) 53 s 3                                                   | Bob Shaw (WAL) 53 s 3                                                     |
| 4 × 110 yards     | Canada Don Stonehouse Bruce Springbett Harry Nelson Don McFarlane 41 s 3 CR  | Nigeria Abdul Karim Amu Edward Ajado Karim Olowu Muslim Arogundade 41 s 3 | Australie Brian Oliver David Lean Hector Hogan Kevan Gosper 41 s 7        |
| 4 × 440 yards     | Angleterre Alan Dick Derek Johnson Peter Higgins Peter Fryer 3 min 11 s 2 CR | Canada Terry Tobacco Douglas Clement Joe Foreman Laird Sloan 3 min 11 s 6 | Australie Brian Oliver David Lean Don MacMillan Kevan Gosper 3 min 16 s 0 |
| Saut en hauteur   | Emmanuel Ifeajuna (NGA) 2,03 m CR                                            | Patrick Etolu (UGA) 1,99 m NR                                             | Nafiu Osagie (NGA) 1,99 m                                                 |
| Saut à la perche  | Geoff Elliott (ENG) 4,26 m CR                                                | Ron Miller (CAN) 4,20 m                                                   | Andries Burger (RSA) 4,13 m                                               |
| Saut en longueur  | Ken Wilmshurst (ENG) 7,54 m CR                                               | Karim Olowu (NGA) 7,39 m                                                  | Sylvanus Williams (NGA) 7,22 m                                            |
| Triple saut       | Ken Wilmshurst (ENG) 15,28 m                                                 | Peter Esiri (NGA) 15,25 m                                                 | Brian Oliver (AUS) 15,14 m                                                |
| Lancer du poids   | John Savidge (ENG) 16,77 m CR                                                | John Pavelich (CAN) 14,95 m                                               | Stephanus du Plessis (RSA) 14,93 m                                        |
| Lancer du disque  | Stephanus du Plessis (RSA) 51,70 m CR                                        | Roy Pella (CAN) 49,53 m                                                   | Mark Pharaoh (ENG) 47,84 m                                                |
| Lancer du marteau | Muhammad Iqbal (PAK) 55,37 m CR                                              | Jakobus Dreyer (RSA) 54,75 m                                              | Ewan Douglas (SCO) 52,81 m                                                |
| Lancer du javelot | James Achurch (AUS) 68,52 m CR                                               | Muhammad Nawaz (PAK) 68,09 m                                              | Jalal Khan (PAK) 67,50 m                                                  |

### Femmes
| Épreuve                                  | Or                                                                             | Argent                                                                       | Bronze                                                                          |
| ---------------------------------------- | ------------------------------------------------------------------------------ | ---------------------------------------------------------------------------- | ------------------------------------------------------------------------------- |
| 100 yards Vent supérieur à 2,0 m/s       | Marjorie Jackson (AUS) 10 s 7                                                  | Winsome Cripps (AUS) 10 s 8                                                  | Edna Maskell (NRH) 10 s 8                                                       |
| 220 yards                                | Marjorie Jackson (AUS) 24 s 0 CR                                               | Winsome Cripps (AUS) 24 s 5                                                  | Shirley Hampton (ENG) 25 s 0                                                    |
| 80 mètres haies Vent supérieur à 2,0 m/s | Edna Maskell (NRH) 10 s 9                                                      | Gwen Hobbins (CAN) 11 s 2                                                    | Jean Desforges (ENG) 11 s 2                                                     |
| 4 × 110 yards                            | Australie Gwen Wallace Marjorie Jackson Nancy Fogarty Winsome Cripps 46 s 8 CR | Angleterre Anne Pashley Heather Young Shirley Burgess Shirley Hampton 46 s 9 | Canada Annabelle Murray Dorothy Kozak Geraldine Bemister Margery Squires 47 s 8 |
| Saut en hauteur                          | Thelma Hopkins (NIR) 1,67 m CR                                                 | Dorothy Tyler (ENG) 1,60 m                                                   | Alice Whitty (CAN) 1,60 m                                                       |
| Saut en longueur                         | Yvette Williams (NZL) 6,08 m CR                                                | Thelma Hopkins (NIR) 5,84 m                                                  | Jean Desforges (ENG) 5,84 m                                                     |
| Lancer du poids                          | Yvette Williams (NZL) 13,96 m CR                                               | Jackie MacDonald (CAN) 12,98 m                                               | Magdalena Swanepoel (RSA) 12,81 m                                               |
| Lancer du disque                         | Yvette Williams (NZL) 45,01 m CR                                               | Suzanne Allday (ENG) 40,02 m                                                 | Marie Depree (CAN) 38,66 m                                                      |
| Lancer du javelot                        | Magdalena Swanepoel (RSA) 43,83 m CR                                           | Pearl Fisher (NRH) 41,97 m                                                   | Shirley Couzens (CAN) 38,98 m                                                   |

## Résultats détaillés

### 100 y
| Rang | Pays              | Athlète          | Temps |
| ---- | ----------------- | ---------------- | ----- |
| 1    | Trinité-et-Tobago | Michael Agostini | 9 s 6 |
| 2    | Canada            | Don McFarlane    | 9 s 7 |
| 3    | Australie         | Hector Hogan     | 9 s 7 |
| 4    | Nigeria           | Edward Ajado     | 9 s 7 |
| 5    | Canada            | Harry Nelson     | 9 s 7 |
| 6    | Pays de Galles    | Kenneth Jones    | 9 s 8 |

| Rang | Pays             | Athlète                | Temps  |
| ---- | ---------------- | ---------------------- | ------ |
| 1    | Australie        | Marjorie Jackson       | 10 s 7 |
| 2    | Australie        | Winsome Cripps         | 10 s 8 |
| 3    | Rhodésie du Nord | Edna Maskell           | 10 s 8 |
| 4    | Angleterre       | Anne Pashley           | 10 s 9 |
| 5    | Canada           | Gerry Bemister         | 10 s 9 |
| 6    | Angleterre       | Heather Armitage-Young | 11 s 0 |

### 220 y
| Rang | Pays             | Athlète       | Temps  |
| ---- | ---------------- | ------------- | ------ |
| 1    | Nouvelle-Zélande | Donald Jowett | 21 s 5 |
| 2    | Angleterre       | Brian Shenton | 21 s 5 |
| 3    | Pays de Galles   | Kenneth Jones | 21 s 9 |
| 4    | Canada           | Harry Nelson  | 22 s 0 |
| 5    | Australie        | Hector Hogan  | 22 s 0 |
| 6    | Angleterre       | George Ellis  | 22 s 2 |

| Rang | Pays       | Athlète                | Temps  |
| ---- | ---------- | ---------------------- | ------ |
| 1    | Australie  | Marjorie Jackson       | 24 s 0 |
| 2    | Australie  | Winsome Cripps         | 24 s 5 |
| 3    | Angleterre | Shirley Hampton        | 25 s 0 |
| 4    | Angleterre | Ann Johnson            | 25 s 2 |
| 5    | Angleterre | Heather Armitage-Young | 25 s 3 |
| 6    | Canada     | Gerry Bemister         | 25 s 5 |

### 440 y
| Rang | Pays               | Athlète       | Temps  |
| ---- | ------------------ | ------------- | ------ |
| 1    | Australie          | Kevan Gosper  | 47 s 2 |
| 2    | Nouvelle-Zélande   | Donald Jowett | 47 s 4 |
| 3    | Canada             | Terry Tobacco | 47 s 8 |
| 4    | Angleterre         | Peter Fryer   | 48 s 4 |
| 5    | Guyane britannique | James Rogers  | 48 s 5 |
| 6    | Angleterre         | Alan Dick     | 48 s 6 |

### 880 y
| Rang | Pays             | Athlète        | Temps        |
| ---- | ---------------- | -------------- | ------------ |
| 1    | Angleterre       | Derek Johnson  | 1 min 50 s 7 |
| 2    | Angleterre       | Brian Hewson   | 1 min 51 s 2 |
| 3    | Angleterre       | Ian Boyd       | 1 min 51 s 9 |
| 4    | Nouvelle-Zélande | Bill Baillie   | 1 min 52 s 5 |
| 5    | Canada           | Rich Ferguson  | 1 min 52 s 7 |
| 6    | Écosse           | James Hamilton | 1 min 52 s 7 |
| 7    | Canada           | Bill Parnell   | 1 min 53 s 8 |
| 8    | Canada           | Doug Clement   | 1 min 54 s 9 |

### 1 mile
| Rang | Pays             | Athlète         | Temps        |
| ---- | ---------------- | --------------- | ------------ |
| 1    | Angleterre       | Roger Bannister | 3 min 58 s 8 |
| 2    | Australie        | John Landy      | 3 min 59 s 6 |
| 3    | Canada           | Rich Ferguson   | 4 min 04 s 6 |
| 4    | Irlande du Nord  | Victor Milligan | 4 min 05 s 0 |
| 5    | Nouvelle-Zélande | Murray Halberg  | 4 min 07 s 2 |
| 6    | Angleterre       | Ian Boyd        | 4 min 07 s 2 |
| 7    | Nouvelle-Zélande | Bill Baillie    | 4 min 11 s 0 |
| 8    | Angleterre       | David Law       | DNF          |

### 3 miles
| Rang | Pays             | Athlète              | Performance   |
| ---- | ---------------- | -------------------- | ------------- |
| 1    | Angleterre       | Christopher Chataway | 13 min 35 s 2 |
| 2    | Angleterre       | Frederick Green      | 13 min 37 s 2 |
| 3    | Angleterre       | Frank Sando          | 13 min 37 s 4 |
| 4    | Kenya            | Nyandika Maiyoro     | 13 min 43 s 8 |
| 5    | Angleterre       | Peter Driver         | 13 min 47 s 0 |
| 6    | Australie        | Geoff Warren         | 13 min 50 s 0 |
| 7    | Écosse           | Ian Binnie           | 13 min 59 s 6 |
| 8    | Nouvelle-Zélande | Lawrence King        | 14 min 03 s 4 |

### 6 miles
| Rang | Pays       | Athlète          | Temps         |
| ---- | ---------- | ---------------- | ------------- |
| 1    | Angleterre | Peter Driver     | 29 min 09 s 4 |
| 2    | Angleterre | Frank Sando      | 29 min 10 s 0 |
| 3    | Angleterre | Jim Peters       | 29 min 20 s 0 |
| 4    | Australie  | Geoff Warren     | 29 min 42 s 6 |
| 5    | Angleterre | Stanley Cox      | 30 min 11 s 4 |
| 6    | Écosse     | Ian Binnie       | 30 min 15 s 2 |
| 7    | Kenya      | Lazaro Chepkwony | 30 min 16 s 2 |
| 8    | Australie  | Allan Lawrence   | 30 min 18 s 8 |

### Marathon
| Rang | Pays            | Athlète        | Temps         |
| ---- | --------------- | -------------- | ------------- |
| 1    | Écosse          | Joseph McGhee  | 2 h 39 min 36 |
| 2    | Afrique du Sud  | Jack Mekler    | 2 h 40 min 57 |
| 3    | Afrique du Sud  | Jan Barnard    | 2 h 51 min 50 |
| 4    | Canada          | Barry Lush     | 2 h 52 min 48 |
| 5    | Canada          | George Hillier | 2 h 58 min 44 |
| 6    | Irlande du Nord | Bob Crossen    | 3 h 00 min 13 |

### 120 y haies/80 m haies
| Rang | Pays       | Athlète       | Temps  |
| ---- | ---------- | ------------- | ------ |
| 1    | Jamaïque   | Keith Gardner | 14 s 2 |
| 2    | Angleterre | Chris Higham  | 14 s 9 |
| 3    | Canada     | Norm Williams | 14 s 9 |
| 4    | Angleterre | Jack Parker   | 15 s 0 |
| 5    | Australie  | David Lean    | 15 s 1 |

| Rang | Pays             | Athlète         | Temps  |
| ---- | ---------------- | --------------- | ------ |
| 1    | Rhodésie du Nord | Edna Maskell    | 10 s 9 |
| 2    | Canada           | Gwen Hobbins    | 11 s 2 |
| 3    | Angleterre       | Jean Desforges  | 11 s 2 |
| 4    | Angleterre       | Pamela Seaborne | 11 s 3 |
| 5    | Canada           | Shirley Eckel   | 11 s 3 |
| 6    | Nouvelle-Zélande | Yvette Williams | 11 s 4 |

### 440 y haies
| Rang | Pays             | Athlète            | Temps  |
| ---- | ---------------- | ------------------ | ------ |
| 1    | Australie        | David Lean         | 52 s 4 |
| 2    | Angleterre       | Harry Kane         | 53 s 3 |
| 3    | Pays de Galles   | Robert Shaw        | 53 s 3 |
| 4    | Nouvelle-Zélande | David Fleming      | 53 s 9 |
| 5    | Canada           | Murray Gaziuk      | 55 s 5 |
| 6    | Angleterre       | Kenneth Wilmshurst | 56 s 3 |

### Saut en hauteur
| Rang | Pays       | Athlète           | Hauteur |
| ---- | ---------- | ----------------- | ------- |
| 1    | Nigeria    | Emmanuel Ifeajuna | 2,03 m  |
| 2    | Ouganda    | Patrick Etolu     | 1,99 m  |
| 3    | Nigeria    | Nafiu Belo Osagie | 1,99 m  |
| 4    | Angleterre | Peter Wells       | 1,95 m  |
| 5    | Australie  | Doug Stuart       | 1,93 m  |
| 6    | Australie  | John Vernon       | 1,93 m  |
| 7    | Angleterre | Derek Cox         | 1,88 m  |
| 8    | Kenya      | Kiprono Maritim   | 1,88 m  |

| Rang | Pays             | Athlète            | Hauteur |
| ---- | ---------------- | ------------------ | ------- |
| 1    | Irlande du Nord  | Thelma Hopkins     | 1,67 m  |
| 2    | Angleterre       | Dorothy Odam-Tyler | 1,60 m  |
| 3    | Canada           | Alice Whitty       | 1,60 m  |
| 4    | Angleterre       | Sheila Lerwill     | 1,57 m  |
| 5    | Australie        | Carole Bernoth     | 1,55 m  |
| 5    | Nouvelle-Zélande | Noeline Swinton    | 1,55 m  |
| 7    | Canada           | Ruth Hendren       | 1,47 m  |
| 8    | Canada           | Heather Walker     | 1,47 m  |

### Saut en longueur
| Rang | Pays                     | Athlète            | Distance |
| ---- | ------------------------ | ------------------ | -------- |
| 1    | Angleterre               | Kenneth Wilmshurst | 7,54 m   |
| 2    | Nigeria                  | Karim Olowu        | 7,39 m   |
| 3    | Nigeria                  | Sylvanus Williams  | 7,22 m   |
| 4    | Angleterre               | Derek Cox          | 7,21 m   |
| 5    | Australie                | Hector Hogan       | 7,06 m   |
| 6    | Rhodésie du Sud          | Alfred Brown       | 7,05 m   |
| 7    | Côte-de-l'Or britannique | Benjamin Laryea    | 6,76 m   |
| 8    | Canada                   | Graham Turnbull    | 6,74 m   |

| Rang | Pays             | Athlète          | Distance |
| ---- | ---------------- | ---------------- | -------- |
| 1    | Nouvelle-Zélande | Yvette Williams  | 6,08 m   |
| 2    | Irlande du Nord  | Thelma Hopkins   | 5,84 m   |
| 3    | Angleterre       | Jean Desforges   | 5,84 m   |
| 4    | Canada           | Rosella Thorne   | 5,44 m   |
| 5    | Angleterre       | Ann Johnson      | 5,42 m   |
| 6    | Canada           | Annabelle Murray | 5,40 m   |
| 7    | Australie        | Gwen Wallace     | 5,30 m   |
| 8    | Canada           | Margery Squires  | 5,30 m   |

### Triple saut
| Rang | Pays                     | Athlète            | Distance |
| ---- | ------------------------ | ------------------ | -------- |
| 1    | Angleterre               | Kenneth Wilmshurst | 15,28 m  |
| 2    | Nigeria                  | Peter Esiri        | 15,25 m  |
| 3    | Australie                | Brian Oliver       | 15,14 m  |
| 4    | Côte-de-l'Or britannique | George Armah       | 14,41 m  |
| 5    | Canada                   | Bob McLaughlin     | 14,34 m  |
| 6    | Ouganda                  | Lawrence Ogwang    | 14,13 m  |
| 7    | Canada                   | Jack Smyth         | 13,56 m  |
| 8    | Canada                   | Victor Cassis      | 13,28 m  |

### Saut à la perche
| Rang | Pays             | Athlète          | Hauteur |
| ---- | ---------------- | ---------------- | ------- |
| 1    | Angleterre       | Geoffrey Elliott | 4,26 m  |
| 2    | Canada           | Ron Miller       | 4,20 m  |
| 3    | Afrique du Sud   | Andries Burger   | 4,13 m  |
| 4    | Canada           | Bob Adams        | 3,96 m  |
| 5    | Nouvelle-Zélande | Merv Richards    | 3,96 m  |
| 6    | Canada           | Orland Anderson  | 3,96 m  |
| 7    | Australie        | Bruce Peever     | 3,81 m  |
| 8    | Australie        | Peter Denton     | 3,81 m  |

### Lancer du javelot
| Rang | Pays            | Athlète        | Distance |
| ---- | --------------- | -------------- | -------- |
| 1    | Australie       | Jim Achurch    | 68,52 m  |
| 2    | Pakistan        | Mohamed Nawaz  | 68,09 m  |
| 3    | Pakistan        | Jalal Khan     | 67,50 m  |
| 4    | Angleterre      | Dennis Tucker  | 66,02 m  |
| 5    | Afrique du Sud  | John Veitch    | 62,33 m  |
| 6    | Kenya           | Maboria Tesot  | 61,89 m  |
| 7    | Irlande du Nord | Kevin Flanagan | 61,67 m  |
| 8    | Fidji           | William Liga   | 60,86 m  |

| Rang | Pays             | Athlète                | Distance |
| ---- | ---------------- | ---------------------- | -------- |
| 1    | Afrique du Sud   | Magdalena Swanepoel    | 43,83 m  |
| 2    | Rhodésie du Nord | Pearl Thornhill-Fisher | 41,97 m  |
| 3    | Canada           | Shirley Couzens        | 38,98 m  |
| 4    | Canada           | Mary Lawrence          | 35,18 m  |
| 5    | Angleterre       | Dorothy Odam-Tyler     | 32,93 m  |
| 6    | Angleterre       | Suzanne Farmer-Allday  | 28,29 m  |

### Lancer du disque
| Rang | Pays           | Athlète              | Distance |
| ---- | -------------- | -------------------- | -------- |
| 1    | Afrique du Sud | Stephanus du Plessis | 51,70 m  |
| 2    | Canada         | Roy Pella            | 49,53 m  |
| 3    | Angleterre     | Mark Pharaoh         | 47,84 m  |
| 4    | Canada         | Stan Raike           | 45,72 m  |
| 5    | Pays de Galles | Hywel Williams       | 45,19 m  |
| 6    | Canada         | Ken Swalwell         | 44,85 m  |
| 7    | Canada         | Svein Sigfusson      | 43,63 m  |
| 8    | Fidji          | Mesulame Rakuro      | 42,71 m  |

| Rang | Pays             | Athlète               | Distance |
| ---- | ---------------- | --------------------- | -------- |
| 1    | Nouvelle-Zélande | Yvette Williams       | 45,01 m  |
| 2    | Angleterre       | Suzanne Farmer-Allday | 40,02 m  |
| 3    | Canada           | Marie Dupree          | 38,66 m  |
| 4    | Canada           | Helen Metchuck        | 36,53 m  |
| 5    | Australie        | Valerie Lawrence      | 31,85 m  |
| 6    | Canada           | Shirley Couzens       | 28,00 m  |

### Lancer du poids
| Rang | Pays           | Athlète              | Distance |
| ---- | -------------- | -------------------- | -------- |
| 1    | Angleterre     | John Savidge         | 16,77 m  |
| 2    | Canada         | John Pavelich        | 14,95 m  |
| 3    | Afrique du Sud | Stephanus du Plessis | 14,93 m  |
| 4    | Canada         | Stan Raike           | 14,67 m  |
| 5    | Canada         | Lionel Whitman       | 14,54 m  |
| 6    | Angleterre     | Mark Pharaoh         | 14,27 m  |
| 7    | Inde           | Parduman Singh Brar  | 13,88 m  |
| 8    | Angleterre     | Geoffrey Elliott     | 13,75 m  |

| Rang | Pays             | Athlète                      | Distance |
| ---- | ---------------- | ---------------------------- | -------- |
| 1    | Nouvelle-Zélande | Yvette Williams              | 13,96 m  |
| 2    | Canada           | Jacqueline MacDonald-Gelling | 12,98 m  |
| 3    | Afrique du Sud   | Magdalena Swanepoel          | 12,81 m  |
| 4    | Australie        | Valerie Lawrence             | 12,31 m  |
| 5    | Rhodésie du Nord | Pearl Thornhill-Fisher       | 12,30 m  |
| 6    | Angleterre       | Suzanne Farmer-Allday        | 11,96 m  |
| 7    | Canada           | Mary Lawrence                | 10,41 m  |
| 8    | Canada           | Heather Walker               | 9,32 m   |

### Lancer du marteau
| Rang | Pays             | Athlète        | Distance |
| ---- | ---------------- | -------------- | -------- |
| 1    | Pakistan         | Muhammad Iqbal | 55,37 m  |
| 2    | Afrique du Sud   | Vic Dreyer     | 54,75 m  |
| 3    | Écosse           | Ewan Douglas   | 52,81 m  |
| 4    | Angleterre       | Don Anthony    | 52,19 m  |
| 5    | Angleterre       | Peter Allday   | 51,92 m  |
| 6    | Écosse           | Alex Valentine | 51,53 m  |
| 7    | Irlande du Nord  | James Lally    | 47,88 m  |
| 8    | Nouvelle-Zélande | Max Carr       | 47,85 m  |

### 4 × 110 y relais
| Rang | Pays       | Athlètes                                                   | Temps  |
| ---- | ---------- | ---------------------------------------------------------- | ------ |
| 1    | Canada     | Don McFarlane Don Stonehouse Harry Nelson Bruce Springbett | 41 s 3 |
| 2    | Nigeria    | Edward Ajado Karim Olowu Abdul Karim Amu Muslim Arogundade | 41 s 3 |
| 3    | Australie  | Kevan Gosper Brian Oliver Hector Hogan David Lean          | 41 s 7 |
| 4    | Angleterre | Alan Lillington Brian Shenton George Ellis Kenneth Box     | 41 s 9 |
| 5    | Pakistan   | Abdul Aziz Mohamed Sharif Butt Abdul Khaliq Mohamed Aslam  | 42 s 0 |
| 6    | Jamaïque   | Frank Hall Ronald Horsham Leslie Laing Keith Gardner       | -      |

| Rang | Pays       | Athlètes                                                            | Temps  |
| ---- | ---------- | ------------------------------------------------------------------- | ------ |
| 1    | Australie  | Gwen Wallace Nancy Fogarty Winsome Cripps Marjorie Jackson          | 46 s 8 |
| 2    | Angleterre | Shirley Hampton Shirley Burgess Heather Armitage-Young Anne Pashley | 46 s 9 |
| 3    | Canada     | Margery Squires Dorothy Kozak Annabelle Murray Geraldine Bemister   | 47 s 8 |

### 4 × 440 y relais
| Rang | Pays                     | Athlètes                                                            | Temps        |
| ---- | ------------------------ | ------------------------------------------------------------------- | ------------ |
| 1    | Angleterre               | Francis Higgins Alan Dick Peter Fryer Derek Johnson                 | 3 min 11 s 2 |
| 2    | Canada                   | Laird Sloan Douglas Clement Terry Tobacco Joe Foreman               | 3 min 11 s 6 |
| 3    | Australie                | Brian Oliver Don MacMillan David Lean Kevan Gosper                  | 3 min 16 s 0 |
| 4    | Kenya                    | Aram Kiptalam Keter Kipkorir Boit Kibet Korigo Barno Musembi Mbathi | 3 min 17 s 6 |
| 5    | Côte-de-l'Or britannique | John Quartey Edward Nyako Richard Ampadu Henry Ofori-Nayako         | 3 min 18 s 6 |
| 6    | Jamaïque                 | Louis Gooden Richard Estick Keith Gardner Leslie Laing              | 3 min 19 s 0 |

## Légende
Records et Performances
- AR : Record continental (area record)
- CR : Record des championnats (championship record)
- MR : Record du meeting (meet record)
- NR : Record national (national record)
- OR : Record olympique (olympic record)
- PR : Record paralympique (paralympic record)
- PB : Record personnel (personal best)
- SB : Meilleure performance personnelle de la saison (season's best)
- WL : Meilleure performance mondiale de l'année (world leader)
- WJR : Record du monde junior (world junior record)
- WR : Record du monde (world record)

Circonstances et Conditions
- DNF : N'a pas terminé (did not finish)
- DNS : N'a pas pris le départ (did not start)
- DQ : Disqualification (disqualification)
- NM : Aucun essai valable enregistré (No Mark)
- Q : Qualifié « directement » au prochain tour (ou à la prochaine compétition), lors d'une compétition majeure, grâce au classement ou à la réalisation des minima (automatic qualifier)
- q : Qualifié au prochain tour (ou à la prochaine compétition), lors d'une compétition majeure, grâce au repêchage ou à la réalisation de l'une des meilleures performances parmi celles des « non qualifiés directement » (grâce au meilleur temps ou à la meilleure distance par exemple) (secondary qualifier)